# Nigella gallica
Nigella gallica är en ranunkelväxtart som beskrevs av Jordan. Nigella gallica ingår i släktet nigellor, och familjen ranunkelväxter. Inga underarter finns listade i Catalogue of Life.

## Bildgalleri

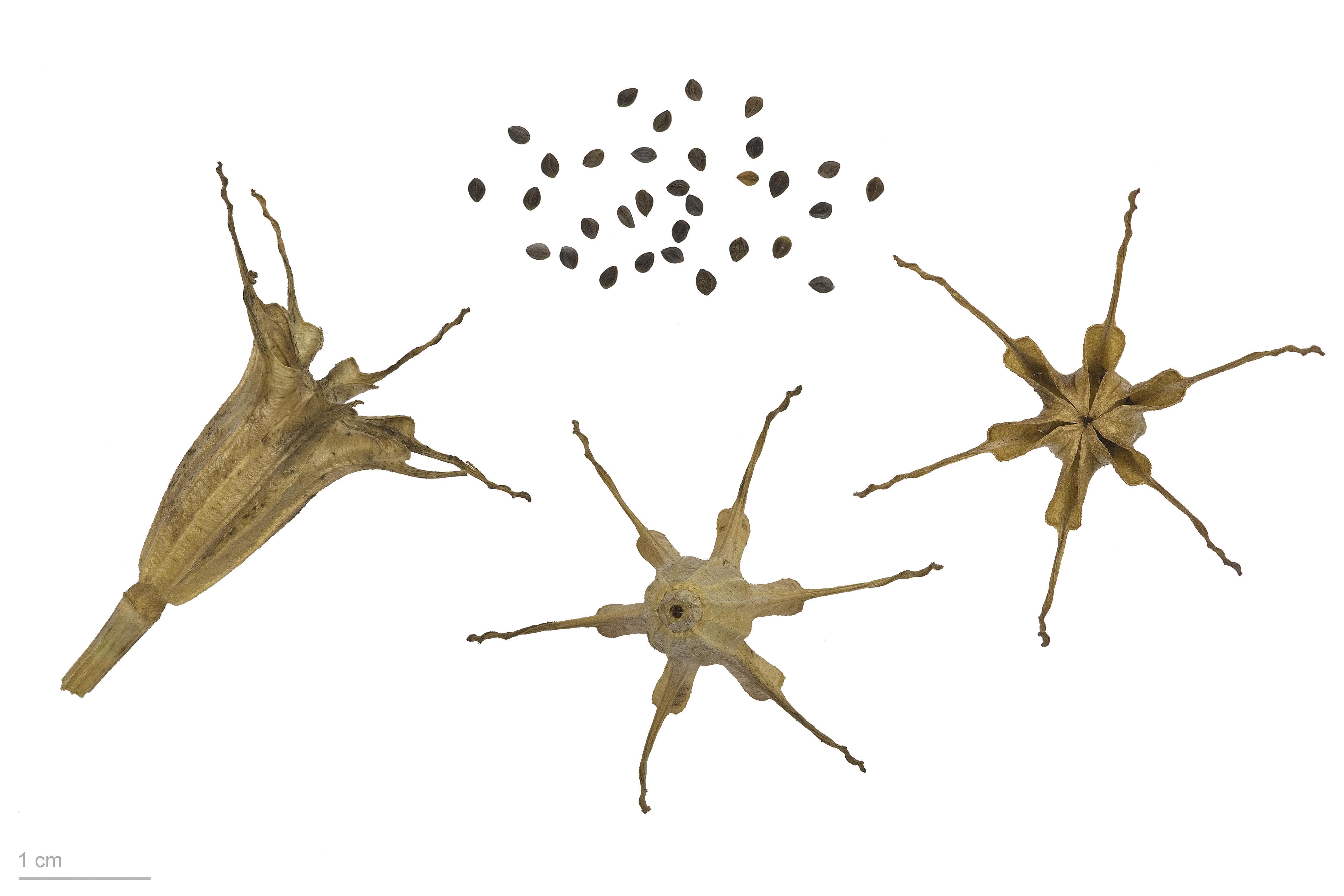